# Корнеева, Алина Александровна
Алина Александровна Корне́ева (род. 23 июня 2007[…], Москва) — российская теннисистка. Финалистка одного турнира WTA и одного турнира WTA 125 в парном разряде; победительница шести турниров ITF (четыре — в одиночном разряде).
Среди юниоров: победительница двух юниорских турниров Большого шлема в одиночном разряде (Открытый чемпионат Австралии-2023, Открытый чемпионат Франции-2023); победительница Итогового юниорского турнира ITF (2023); финалистка юниорского турнира Большого шлема в парном разряде (Открытый чемпионат Франции-2023); бывшая первая ракетка мира в юниорском рейтинге ITF.

## Общая информация
Родилась и тренируется в Москве. Иногда ездит на турниры с матерью. В некоторых кругах Корнееву прозвали «мини-Шараповой».

## Спортивная карьера

### 2021
Корнеева вышла в финал одиночного турнира чемпионата Европы среди девушек до 14 лет, уступив чешке Терезе Валентовой.

### 2022
В юниорском туре Корнеева завоевала шесть титулов в одиночном разряде, став самой титулованной спортсменкой среди юниорок за год. В сентябре Корнеева выиграла свой первый турнир W15 в Касабланке, победив в финале Лауру Хиетаранту.

### 2023
На своем дебютном турнире Большого шлема среди юниоров в Австралии Корнеева дошла до полуфинала в женском парном разряде (совместно с другой россиянкой Миррой Андреевой) и выиграла турнир в одиночном разряде, обыграв Андрееву в трех сетах в финале. В четвертьфинале на пути к титулу Корнеева обыграла Терезу Валентову, взяв таким образом реванш за поражение на чемпионате Европы.
В марте Алина, преодолев квалификационный раунд, выиграла турнир W60 в Претории, победив в финале Тимею Бабош. Таким образом, Корнеева стала пятым самым молодым игроком в истории, выигравшим турнир ITF W60 или выше.
В мае Корнеева возглавила рейтинг ITF среди игроков не старше 18 лет.
В июне на втором для себя турнире Большого шлема среди юниоров во Франции Алина снова выиграла турнир в одиночном разряде, победив Луссиану Перес Аларкон, и дошла до финала в парном разряде (вместе с Сарой Сайто).
В июле Корнеева выиграла турнир ITF W100 в Фигейра-да-Фош, победив француженку Кароль Монне со счётом 6-0 6-0. Вместе с соотечественницей Анастасией Тихоновой она также вышла в финал турнира в парном разряде.
В октябре Алина дебютировала на соревнованиях WTA в Гонконге, одержав в первом раунде победу над Валерией Савиных.
Также в октябре Корнеева победила на Итоговом юниорском турнире ITF в китайском Чэнду, обыграв японку Сару Сайто в финале.
По итогам 2023 года Корнеева стала восьмой в истории и первой за семь последних лет российской теннисисткой, признанной ITF чемпионкой мира среди юниоров.

### 2024
В январе 2024 года в финале квалификации Открытого чемпионата Австралии Корнеева победила представительницу Венгрии Анну Бондар со счётом 6-3 6-3 и впервые в карьере вышла в основную сетку турнира Большого Шлема. В первом круге Алина сразу одержала первую победу в основных сетках Большого Шлема, обыграв 53-ю ракетку мира Сару Соррибес Тормо со счётом 4-6, 6-3, 6-2. Во втором круге Корнеева проиграла Беатрис Хаддад Майе в двух сетах.
В апреле перенесла операцию на кисти руки в клинике Барселоны и начала тяжелый период реабилитации, в связи с чем семь месяцев не могла участвовать в турнирах.
Вернувшись в сентябре, совместно с россиянкой Анастасией Захаровой дошла до финала турнира WTA в Монастире, где проиграла дуэту соотечественницы Анны Блинковой и египтянки Маяр Шериф со счётом 6-2, 1-6, [8:10].
22 сентября выиграла свой четвёртый одиночный титул ITF, переиграв в финале турнира W100 в Калдаш-да-Раиньи свою компаньонку по парному разряду Анастасию Захарову.
В конце октября 2024 года стала финалисткой парного разряда турнира категории WTA 125 в Тампико (Мексика) вместе с Полиной Кудерметовой, где они в финале проиграли Кармен Корли и Ребекке Марино со счётом 3-6, 3-6.
В начале ноября 2024 года дошла до полуфинала в одиночном разряде турнира WTA в Мериде, где проиграла турчанке Зейнеп Сёнмез со счётом 6-7(5), 2-6.
На этом же турнире в первом круге парного разряда вместе с Анной Блинковой они проиграли соотечественницам Марии Кононовой и Марии Козыревой со счётом 4-6, 4-6.

## Итоговое место в рейтинге WTA по годам
| Год  | Одиночный рейтинг | Парный рейтинг |
| 2024 | 177               | 285            |
| 2023 | 156               | 280            |
| 2022 | 771               | —              |

## Выступления на турнирах

### Финалы турнировWTA 125иITFв одиночном разряде (6)

#### Победы (4)
| Призовые    | Титулы по годам | Титулы по годам |
| ----------- | --------------- | --------------- |
| Призовые    | до 2024         | с 2024          |
| 125.000 USD | 0+0             | 0+0             |
| 100.000 USD | 1+0             | 1+0             |
| 80.000 USD  | 0+1             | -               |
| 75.000 USD  | -               | 0+0             |
| 60.000 USD  | 1+0             | -               |
| 50.000 USD  | -               | 0+0             |
| 40.000 USD  | 0+0             | -               |
| 35.000 USD  | -               | 0+0             |
| 25.000 USD  | 0+1             | 0+0             |
| 15.000 USD  | 1+0             | -               |

| Титулы по покрытиям | Титулы по месту проведения матчей турнира |
| ------------------- | ----------------------------------------- |
| Хард (3+2)          | Открытый воздух (4+2)                     |
| Грунт (1)           | Открытый воздух (4+2)                     |
| Трава (0)           | Зал (0)                                   |
| Ковёр (0)           | Зал (0)                                   |

| №  | Дата             | Турнир                       | Покрытие | Соперница в финале | Счёт       |
| 1. | 11 сентября 2022 | Касабланка, Марокко          | Грунт    | Лаура Хиетаранта   | 7-5 6-4    |
| 2. | 19 марта 2023    | Претория, ЮАР                | Хард     | Тимея Бабош        | 6-3 7-6(3) |
| 3. | 30 июля 2023     | Фигейра-да-Фош, Португалия   | Хард     | Кароль Монне       | 6-0 6-0    |
| 4. | 22 сентября 2024 | Калдаш-да-Раинья, Португалия | Хард     | Анастасия Захарова | 6-1 6-4    |

#### Поражение (2)
| №  | Дата             | Турнир                     | Покрытие | Соперница в финале | Счёт           |
| 1. | 17 сентября 2023 | Ле-Нёбур, Франция          | Хард     | Селин Неф          | 6-4 2-6 6-7(7) |
| 2. | 27 июля 2025     | Фигейра-да-Фош, Португалия | Хард     | Мария Тимофеева    | 3-6 0-6        |

### Финалытурниров Большого шлемав одиночном разряде среди девушек (2)

#### Победы (2)
| №  | Год  | Турнир                       | Покрытие | Соперница в финале     | Счёт           |
| 1. | 2023 | Открытый чемпионат Австралии | Хард     | Мирра Андреева         | 6-7(2) 6-4 7-5 |
| 2. | 2023 | Открытый чемпионат Франции   | Хард     | Луссиана Перес Аларкон | 7-6(4) 6-3     |

### Финалы турнировWTAв парном разряде (1)

#### Поражение (1)
| Легенда:                   |
| -------------------------- |
| Турниры Большого шлема (0) |
| Олимпиада (0)              |
| Итоговый турнир WTA (0)    |
| WTA 1000 (0)               |
| WTA 500 (0)                |
| WTA 250 (0)                |

| Титулы по покрытиям | Титулы по месту проведения матчей турнира |
| ------------------- | ----------------------------------------- |
| Хард (0)            | Открытый воздух (0)                       |
| Грунт (0)           | Открытый воздух (0)                       |
| Трава (0)           | Зал (0)                                   |
| Ковёр (0)           | Зал (0)                                   |

| №  | Дата             | Турнир          | Покрытие | Партнёрша          | Соперницы в финале       | Счёт           |
| 1. | 14 сентября 2024 | Монастир, Тунис | Хард     | Анастасия Захарова | Анна Блинкова Маяр Шериф | 6-2 1-6 [8-10] |

### Финалы турнировWTA 125иITFв парном разряде (4)

#### Победы (2)
| №  | Дата             | Турнир               | Покрытие | Партнёрша     | Соперницы в финале       | Счёт              |
| 1. | 20 ноября 2022   | Шарм-эш-Шейх, Египет | Хард     | Полина Яценко | Йенни Дюрст Пак Сохён    | 6-1 6-7(1) [10-5] |
| 2. | 17 сентября 2023 | Ле-Нёбур, Франция    | Хард     | Фиона Ферро   | Марина Колб Надежда Колб | 7-6(7) 7-5        |

#### Поражение (2)
| №  | Дата            | Турнир                     | Покрытие | Партнёрша          | Соперницы в финале          | Счёт    |
| 1. | 30 июля 2023    | Фигейра-да-Фош, Португалия | Хард     | Анастасия Тихонова | Арианне Хартоно Юдис Чун    | 3-6 2-6 |
| 2. | 27 октября 2024 | Тампико, Мексика           | Хард     | Полина Кудерметова | Ребекка Марино Кармен Корли | 3-6 3-6 |

### Финалытурниров Большого шлемав парном разряде среди девушек (1)

#### Поражение (1)
| №  | Год  | Турнир                     | Покрытие | Партнёрша  | Соперницы в финале                 | 'Счёт   |
| 1. | 2023 | Открытый чемпионат Франции | Хард     | Сара Сайто | Тайра Катерина Грант Клерви Нгунуэ | 3-6 2-6 |